# Michael Ngadeu-Ngadjui
Michael Ngadeu-Ngadjui, né le 23 novembre 1990 à Bafang, est un footballeur international camerounais. Pouvant évoluer au poste de défenseur central ou de milieu défensif, il joue actuellement pour Beijing Guoan.

## Biographie

### En club
Michael Ngadeu Ngadjui inscrit six buts en première division roumaine lors de la saison 2015-2016 avec le club du FC Botoșani.
Il participe en 2019 à la Ligue Europa avec l'équipe tchèque du Slavia Prague pour la troisière saison consécutive.

### En équipe nationale
Il reçoit sa première sélection en équipe du Cameroun le 3 septembre 2016, contre la Gambie, lors des éliminatoires de la Coupe d'Afrique des nations 2017 (victoire 2-0).
Après avoir joué un match amical contre le Gabon, il joue deux matchs rentrant dans le cadre des éliminatoires du mondial 2018, contre l'Algérie et la Zambie. Il s'agit de deux matchs nuls.
Le 5 février 2017, il devient champion d'Afrique avec les lions indomptables après avoir marqué à deux reprises au cours de la compétition. Il est le meilleur buteur des lions indomptables lors de la CAN 2017.
Le 12 Novembre 2022 il n’est pas retenu dans la liste des joueurs camerounais sélectionnés pour la Coupe du monde Qatar 2022.

## Statistiques
Le tableau ci-dessous récapitule les statistiques de Michael Ngadeu-Ngadjui lors de sa carrière professionnelle en club :

| Saison                | Club                  | Championnat           | Championnat | Championnat | Coupe(s) nationale(s) | Coupe(s) nationale(s) | Compétition(s) continentale(s) | Compétition(s) continentale(s) | Compétition(s) continentale(s) | Total | Total |
| Saison                | Club                  | Division              | M.          | B.          | M.                    | B.                    | Comp.                          | M.                             | B.                             | M.    | B.    |
| 2014-2015             | FC Botoșani           | Liga I                | 28          | 1           | 1                     | 0                     | -                              | -                              | -                              | 29    | 1     |
| 2015-2016             | FC Botoșani           | Liga I                | 25          | 6           | -                     | -                     | -                              | -                              | -                              | 25    | 6     |
| Sous-total            | Sous-total            | Sous-total            | 53          | 7           | 1                     | 0                     | -                              | 0                              | 0                              | 54    | 7     |
| 2016-2017             | SK Slavia Prague      | První Liga            | 27          | 6           | 4                     | 0                     | C3                             | 5                              | 0                              | 36    | 6     |
| 2017-2018             | SK Slavia Prague      | První Liga            | 20          | 1           | 2                     | 0                     | C1+C3                          | 4+5                            | 0+1                            | 31    | 2     |
| 2018-2019             | SK Slavia Prague      | První Liga            | 29          | 0           | 3                     | 0                     | C1+C3                          | 2+11                           | 0+1                            | 45    | 1     |
| Sous-total            | Sous-total            | Sous-total            | 76          | 7           | 9                     | 0                     | -                              | 27                             | 2                              | 112   | 9     |
| 2019-2020             | La Gantoise           | Jupiler Pro League    | 29          | 3           | 1                     | 0                     | C3                             | 12                             | 1                              | 42    | 4     |
| 2020-2021             | La Gantoise           | Jupiler Pro League    | 27          | 1           | -                     | -                     | C1+C3                          | 3+4                            | 0+0                            | 34    | 1     |
| 2021-2022             | La Gantoise           | Jupiler Pro League    | 33          | 4           | 3                     | 0                     | C4                             | 13                             | 0                              | 49    | 4     |
| 2022-2023             | La Gantoise           | Jupiler Pro League    | 30          | 1           | 3                     | 0                     | C3+C4                          | 2+9                            | 0                              | 44    | 1     |
| Sous-total            | Sous-total            | Sous-total            | 119         | 9           | 7                     | 0                     | -                              | 43                             | 1                              | 169   | 10    |
| 2023                  | Beijing Guoan         | Chinese Super League  | 29          | 1           | 2                     | 0                     | -                              | -                              | -                              | 31    | 1     |
| 2024                  | Beijing Guoan         | Chinese Super League  | 28          | 3           | 1                     | 0                     | -                              | -                              | -                              | 29    | 3     |
| 2025                  | Beijing Guoan         | Chinese Super League  | 3           | 0           | 0                     | 0                     | -                              | -                              | -                              | 3     | 0     |
| Sous-total            | Sous-total            | Sous-total            | 60          | 4           | 3                     | 0                     | -                              | 0                              | 0                              | 63    | 4     |
| Total sur la carrière | Total sur la carrière | Total sur la carrière | 308         | 27          | 20                    | 0                     | -                              | 70                             | 3                              | 398   | 30    |

## Palmarès
- Champion de République tchèque  2017 et 2019.
- Coupe de République tchèque en 2018 et 2019
- Vainqueur de la Coupe de Belgique en 2022.
- Vainqueur de la Coupe d'Afrique des Nations 2017.
- Troisième de la Coupe d'Afrique des Nations 2022.
- Membre de l'équipe type de la can 2017.